# Catálogo filatélico
Um catálogo filatélico (ou catálogo de selos) é um catalógo que indexa, descreve e apresenta preços de selos e outras peças filatélicas.
O catálogo filatélico é uma ferramenta essencial da filatelia e do colecionismo filatélico. Os catálogos filatélicos estão incluídos na literatura filatélica.

## História
O primeiro catálogo de selos foi publicado em França por Oscar Berger-Levrault no dia 17 setembro de 1861. O primeiro catálogo ilustrado é da autoria de Alfred Potiquet e data de dezembro de 1861.
Originalmente os catálogos eram apenas listas de preços dos comerciantes de selos e, nalguns casos, essa ainda é uma das suas funções. Com o tempo, à medida que a filatelia se ia desenvolvendo, os catálogos começaram a acumular informação adicional sobre os selos, tal como datas de emissão, variações de cor e outras. Com a sua utilização extensiva por colecionadores, os catálogos passaram a ser aceites como o canon da filatelia, isto é, como a fonte da definição do que é ou não um selo legítimo, uma vez que muitos colecionadores se desinteressam por selos não catalogados. Recentemente a Internet transformou-se numa fonte adicional de informação filatélica, sendo que alguns catálogos dispõem de uma versão on-line.
No entanto, os catálogos mais antigos continuam a ser muito utilizados pelos filatelistas porque por vezes contêm informação que deixou de constar das versões mais modernas e nem todos os colecionadores se preocupam com a evolução dos preços.

## Principais catálogos

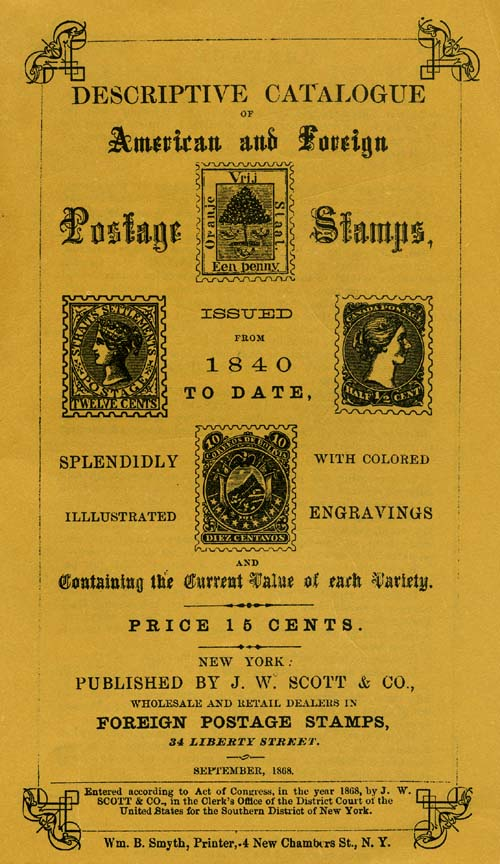
Capa da edição de 1869 do catálogo Scott.

Os seguintes catálogos cobrem a generalidades dos selos emitidos mundialmente e tem uma presença global forte:
- Michel
- Scott
- Stanley Gibbons
- Yvert et Tellier

Muitos países dispõem de "catálogos nacionais", normalmente publicados pelo principal comerciante ou pela principal editora do país. As administrações postais publicam, muitas vezes, catálogos próprios, embora estes contenham menos informação que os catálogos especializados e sejam, por isso, destinados a colecionadores menos experientes. Alguns dos principais catálogos nacionais são:
- Brusden-White (catálogo filatélico) (Australia)
- Facit (todos os países da Escandinávia)
- Fischer (Polónia)
- Ma (China)
- Sakura (Japão)
- Sassone (Itália)
- Yang (Hong-Kong)
- Zumstein (Switzerland)

Em Portugal, o catálogo mais divulgado é o da Afinsa.

## Catálogos on-line
Alguns catálogos estão disponíveis on-line, mas nem todos permitem o acesso gratuito. Alguns dos catálogos on-line são:
- «Colnect Worldwide Stamp Catalogue»
- «Find Your Stamps Value - US & GB»
- Freestampcatalogue.es
- «Italian Stamps Catalogue»
- «New Zealand Online Catalogue»
- «Catálogo de Selos do Brasil»

No Wikibooks existe um projecto para criar um catálogo mundial:
- «The WikiBooks Worldwide Stamp Catalogue»